# 潘霞
潘霞（1937年7月8日—2004年3月22日），原名潘宜霞，出生於山東煙台，中國電視劇女导演。第八屆全國政協委員，第九、十屆全國政協常委。

## 生平
曾先後擔任中央人民广播电台文藝部廣播劇編導、中國廣播文工團電視劇團舞台劇和電視劇導演、中國電視劇製作中心電視劇導演。1991年被評聘為一級導演，1992年成为享受國務院頒發政府特殊津貼的專家。潘霞自1984年来已导演电视剧几十部，其中获奖的有10余部。《神圣的使命》、《多棱镜》、《司机王宝》、《走进暴风雨》等均获全国优秀电视剧奖。《向警予》、《巨人的握手》获全国优秀电视剧飞天奖；《宋庆龄和她的姊妹们》获全国优秀电视剧飞天奖及《大众电视》金鹰奖。潘霞本人获飞天奖优秀导演奖。1995年被评为“中国电视剧十佳女导演”。2004年3月22日，潘霞因病在北京逝世，終年66歲。

## 作品
潘霞执导的电视剧题材多样，性格鲜明，她尤其擅长导演人物传记片，其作品隽永、优美，饱含人生哲理。